# 초전중학교
초전중학교(草田中學校)는 대한민국 경상북도 성주군 초전면 대장리에 있는 공립 중학교이다.

## 학교 연혁
- 1968년 3월 16일 : 양실중학교 개교
- 1968년 11월 27일 : 초전중학교 교명 변경
- 1973년 3월 1일 : 공립 초전중학교 개교
- 1973년 3월 5일 : 초대 안선강 교장 취임
- 1998년 2월 12일 : 다목적 강당 준공
- 2006년 2월 8일 : 성주교육청 발명교실 개관
- 2009년 9월 1일 : 교육과학기술부 선정 전원학교 지정
- 2014년 3월 1일 : 디지털교과서 정책 연구학교 지정
- 2016년 3월 1일 : 자율학교 지정
- 2017년 3월 1일 : 소프트웨어 교육 중점학교 지정
- 2021년 8월 30일 : 미래애(AI)교실 구축
- 2022년 3월 1일 : 인공지능(AI) 교육 선도학교 운영
- 2023년 3월 1일 : 제25대 한태건 교장 취임
- 2024년 1월 5일 : 제54회 졸업식(19명, 총 졸업생 6,477명)
- 2024년 3월 4일 : 2024학년도 입학식(입학생 21명)

## 참고 자료
- 초전중학교 - 한국교육학술정보원 학교알리미